# Otto Hoffmann
Otto Hoffmann, född 9 februari 1865 i Hannover, död 6 juni 1940 i Münster, var en tysk språkforskare.
Otto Hoffmann blev professor i klassisk grekiska vid universitetet i Breslau 1896 och vid universitetet i Münster 1909. Han arbetade inom den jämförande språkforskningen med verk som Das Præsens der indogermanischen Grundsprache (1889) men ägnade sig huvudsakligen åt grekisk språkforskning där han publicerade arbeten som Die griechischen Dialekte in ihrem historischen Zusammenhange (3 band, 1891–1898), Die Makedonen, ihre Sprache und ihr Volkstum (1906) och Geschichte der griechischen Sprache (1911) med flera.